# Gurcharan Singh Tohra
Gurcharan Singh Tohra (ur. 24 września 1924, zm. 31 marca 2004 w Nowym Delhi) – przywódca sikhijski.
Przez 27 lat stał na czele organizacji SGPC (Komitet Shiromani Gurdwara Parbandhak), zajmującej się sprawami religii i kultury Sikhów, z siedzibą przy kompleksie Złotej Świątyni w Amritsar. Uchodził za jedną z najbardziej wpływowych postaci wśród Sikhów w XX wieku. W latach 80. dążył do utworzenia niepodległego państwa Sikhów, był kilkakrotnie więziony; później współpracował z rządem centralnym w Nowym Delhi. Kierował opozycyjną partią w stanie Pendżab, Akali Dal. Weteran polityki indyjskiej, zasiadał w wyższej izbie parlamentu (Rajya Sabha) od 1969, przez pięć kadencji; w latach 1977–1979 był także członkiem izby niższej (Lok Sabhy).
Rząd lokalny Pendżabu ogłosił po jego śmierci dwudniową żałobę.